# Moulinex
Moulinex war ein börsennotierter französischer Hersteller von Küchen- und Haushaltsgeräten, der 1955 von Jean Mantelet in Alençon gegründet wurde. Der Name, der die französischen Wörter „Moulin“ („Mühle“) und „ex“ – was für „Express“ steht – kombiniert, wird heute von der SEB-Gruppe verwendet.

## Geschichte
Das Unternehmen wurde 1955 von Jean Mantelet gegründet. Mitte der 1980er Jahre verließ der Gründer und Chef das Unternehmen. 1987 waren an der Spitze des Unternehmens Generaldirektor Roland Darneau, Finanzdirektor Michel Vannoorenberghe und Marketingchef Gilbert Torelli.
Im Rahmen eines allgemeinen externen Wachstums kaufte Moulinex 1991 das deutsche Unternehmen Krups. Unter anderem auf Grund der schwachen Weltkonjunktur kam das Unternehmen in Schwierigkeiten. Der Aktienkurs sank Ende 1995 auf 65 Franc, erholte sich danach aber leicht. 1997 wurde das Werk in Mamers geschlossen und der Aktienkurs sank 1999 auf 9,50 Euro. Am 11. September 2001 meldete das Unternehmen mit etwa 9.000 Beschäftigten Insolvenz an. Die Vorwürfe lauteten von Misswirtschaft bis zu Schuldzuweisungen an die Globalisierung. Am 23. Oktober bestellte das Handelsgericht in Nanterre die Groupe SEB zum Verwalter von Moulinex. Diese Entscheidung führte zu massiven Protesten der Arbeiter. Von den acht Werken in Frankreich mussten neben dem Hauptwerk im Gründungsort Alençon drei weitere schließen; etwa 5.000 Menschen verloren ihre Arbeitsstelle, 3.700 davon in Frankreich. Am 23. November 2001 unterzeichnete die Gewerkschaft, deren Rolle umstritten ist, die Abfindungsregelung, die Zahlungen von 30.000 bis 80.000 Franc vorsah.